# Angeac-Charente

Angeac-Charente este o comună în departamentul Charente, Franța. În 1 ianuarie 2022 avea o populație de 296 de locuitori.